# Murray Leinster
Pour les articles homonymes, voir Jenkins.
Murray Leinster, né le 16 juin 1896 à Norfolk en Virginie et mort le 8 juin 1975  à Gloucester Courthouse en Virginie, est le pseudonyme de William Fitzgerald Jenkins, un auteur américain de science-fiction et d'uchronies.
Plusieurs de ses nouvelles et un roman ont été édités sous le pseudonyme de Will F. Jenkins. Il utilisait aussi parfois les signatures William Fitzgerald et Robert W. Bolton.

## Biographie
Murray Leinster écrivait déjà pour un journal à l'âge de treize ans.
Pendant la Première Guerre mondiale, il sert auprès du Committee of Public Information et dans l'armée américaine (1917-1918). Après la guerre, il devient un écrivain indépendant. En 1921, il épouse Mary Mandola, dont il a quatre filles.
Pendant la Seconde Guerre mondiale, il est enrôlé dans l'Office of War Information.
Il a écrit et publié plus de 1500 nouvelles et articles durant sa carrière. Il est l'auteur du scénario de quatorze films et de centaines de scripts pour la radio et la télévision, inspirant plusieurs séries dont Au pays des géants et Au cœur du temps.
On le désigne généralement comme l'inventeur des histoires de mondes parallèles : il a publié sa nouvelle Sidewise in Time en 1934.
Le prix Sidewise, récompensant la meilleure uchronie de l'année, a d'ailleurs été baptisé en son honneur.
Dans la nouvelle Un Logic nommé Joe (A Logic Named Joe, 1946), il anticipe de façon stupéfiante Internet et les micro-ordinateurs grand public connectés à Internet (qu'il appelle des "logics").
Il a reçu le prix Hugo de la meilleure nouvelle longue en 1956 pour sa nouvelle Les Meilleurs Amis de l'homme. En 1996, un rétro Hugo lui est décerné pour l'année 1946, le prix Hugo de la meilleure nouvelle longue pour Premier Contact

## Œuvre

### Romans
- Assassinat des États-Unis ((en) The Murder of the USA, 1942)
- Le Dernier Astronef ((en) The Last Spaceship, 1949)
- La Galaxie noire ((en) The Black Galaxy, 1954)
- La Planète oubliée ((en) The Forgotten Planet, 1954)
- Opération espace ((en) Operation: Outer Space, 1954)
- Les Voleurs de cerveaux ((en) The Brain-Stealers, 1954)
- L'Autre Côté du monde ((en) The Other Side of Here, 1955)
- Sabotage sur la Lune ((en) City on the Moon, 1957)
- (en) The Planet Explorer, 1957
- (en) Twists in Time, 1960
- (en) Talents, Inc., 1962
- (en) Doctor to the Stars, 1964
- L'Astronef pirate ((en) Invaders of Space, 1964)

### Nouvelles
Liste non exhaustive.
- Invasion ((en) Invasion, 1933)
- (en) Sidewise in Time, 1934
- Premier contact ((en) First Contact, 1945)
- La Puissance, 1983 ((en) The Power, 1945), trad. Frank Straschitz
- Un Logic nommé Joe, 1967 ((en) A Logic Named Joe, 1946), trad. Frank StraschitzEgalement titrée Un logique nommé Joe lors de la nouvelle traduction de Monique Lebailly en 1986
- Le Diable d'East Lupton, Vermont ((en) The Devil of East Lupton, Vermont, 1948)
- L'Étrange Cas de John Kingman, 1974 ((en) The Strange Case of John Kingman, 1948), trad. Richard Chomet
- Note historique ((en) Historical Note, 1951)
- Si vous étiez un Moklin ((en) If You Was a Moklin, 1951)
- L'Autre Temps ((en) The Other Now, 1951)Également traduite sous le titre L'Autre À-présent
- Les Sentimentaux ((en) The Sentimentalists, 1953)Également traduite sous le titre Lune de miel sur Cetis Gamma Neuf
- Les Meilleurs Amis de l'homme ((en) Exploration Team, 1955)
- Allo, Sam ?  Ici, toi-même ! ((en) Sam, This Is You, 1955)Également traduite sous le titre Allô, Sam ?  Ici Sam !
- Constante solaire ((en) Solar Constant, 1956)
- Entre Charybde et Scylla ((en) The Swamp Was Upside Down, 1956)
- Mission anthropologique ((en) Anthropological Note, 1957)
- Les Ennemis naturels ((en) Doctor, 1961)
- Les Robots assassins ((en) The Case of the Homicidal Robots, 1961)
- Tierce Planète ((en) Third Planet, 1963)
- Le Seigneur des Uffts ((en) Lord of the Uffts, 1964)

## Adaptation

### Télévision
- Au cœur du temps (The Time Tunnel), série télévisée américaine (septembre 1966 - avril 1967), d'après le roman Twists in Time (1960)

### Bande dessinée
- Au cœur du temps, BD tirée de la série TV du même nom